# Colomby-sur-Thaon
Colomby-sur-Thaon és un municipi francès situat al departament de Calvados i a la regió de Normandia. L'any 2007 tenia 415 habitants.

## Demografia

### Població
El 2007 la població de fet de Colomby-sur-Thaon era de 415 persones. Hi havia 152 famílies de les quals 25 eren unipersonals (25 dones vivint soles i 25 dones vivint soles), 51 parelles sense fills, 59 parelles amb fills i 17 famílies monoparentals amb fills.
La població ha evolucionat segons el següent gràfic:
Habitants censats

### Habitatges
El 2007 hi havia 159 habitatges, 153 eren l'habitatge principal de la família i 6 estaven desocupats. Tots els 159 habitatges eren cases. Dels 153 habitatges principals, 145 estaven ocupats pels seus propietaris, 7 estaven llogats i ocupats pels llogaters i 1 estava cedit a títol gratuït; 2 tenien dues cambres, 10 en tenien tres, 11 en tenien quatre i 131 en tenien cinc o més. 131 habitatges disposaven pel capbaix d'una plaça de pàrquing. A 42 habitatges hi havia un automòbil i a 105 n'hi havia dos o més.

### Piràmide de població
La piràmide de població per edats i sexe el 2009 era:
| Homes | Edats   | Dones |
| ----- | ------- | ----- |
| 0     | 95 o +  | 0     |
| 0     | 90 a 94 | 0     |
| 0     | 85 a 89 | 4     |
| 0     | 80 a 84 | 0     |
| 0     | 75 a 79 | 0     |
| 8     | 70 a 74 | 4     |
| 4     | 65 a 69 | 4     |
| 20    | 60 a 64 | 8     |
| 8     | 55 a 59 | 20    |
| 28    | 50 a 54 | 20    |
| 12    | 45 a 49 | 16    |
| 8     | 40 a 44 | 8     |
| 24    | 35 a 39 | 16    |
| 0     | 30 a 34 | 12    |
| 4     | 25 a 29 | 0     |
| 4     | 20 a 24 | 4     |
| 16    | 15 a 19 | 16    |
| 28    | 10 a 14 | 20    |
| 16    | 5 a 9   | 4     |
| 16    | 0 a 4   | 4     |

## Economia
El 2007 la població en edat de treballar era de 267 persones, 164 eren actives i 103 eren inactives. De les 164 persones actives 152 estaven ocupades (80 homes i 72 dones) i 11 estaven aturades (3 homes i 8 dones). De les 103 persones inactives 51 estaven jubilades, 40 estaven estudiant i 12 estaven classificades com a «altres inactius».

### Ingressos
El 2009 a Colomby-sur-Thaon hi havia 146 unitats fiscals que integraven 399,5 persones, la mediana anual d'ingressos fiscals per persona era de 26.423 €.

### Activitats econòmiques
Dels 15 establiments que hi havia el 2007, 1 era d'una empresa de fabricació d'altres productes industrials, 1 d'una empresa de construcció, 4 d'empreses de comerç i reparació d'automòbils, 2 d'empreses d'informació i comunicació, 1 d'una empresa financera, 5 d'empreses de serveis i 1 d'una empresa classificada com a «altres activitats de serveis».
L'únic servei als particulars que hi havia el 2009 era un electricista.
L'any 2000 a Colomby-sur-Thaon hi havia 5 explotacions agrícoles.

## Poblacions més properes
El següent diagrama mostra les poblacions més properes.